# إيلين راسيل إيمرسون
إيلين راسيل إيمرسون (بالإنجليزية: Ellen Russell Emerson)‏ هي كاتِبة أمريكية، ولدت في 16 يناير 1837 في نيو شارون في الولايات المتحدة، وتوفيت في 1907.

## وصلات خارجية
- إيلين راسيل إيمرسون على موقع الموسوعة البريطانية (الإنجليزية)